# Eclipse lunar de 7 de outubro de 1987
| Eclipse Lunar Penumbral 7 de outubro de 1987 | Eclipse Lunar Penumbral 7 de outubro de 1987 |
| --- | -------------------------------------------- |
| A Lua cruzando a região norte da penumbra da Terra, de oeste para leste (da direita para a esquerda), com a Lua gradualmente menos brilhante e levemente mais escurecido ao sul. |                                              |
| Gamma | +1,0189                                      |
| Saros (e membro) | 146 (9 de 72)                                |
| Sequência de eclipses lunares |                                              |
| Anterior | 14 de abril de 1987                          |
| Próximo | 3 de março de 1988                           |
| Duração (hr:mn:sc) |                                              |
| Penumbral | 4:13:28                                      |
| Fases e Horários do Eclipse (UTC) |                                              |
| P1 | 1:54:49                                      |
| Máximo | 4:01:35                                      |
| P4 | 6:08:17                                      |

O eclipse lunar de 7 de outubro de 1987 foi um eclipse penumbral, o segundo e último de dois eclipses lunares do ano. Teve magnitude penumbral de 0,9863 e umbral de -0,0096. Teve duração total de 234 minutos.
A Lua atravessou a região norte da faixa penumbral da Terra, que conseguiu cobrir praticamente toda a sua superfície (cerca de 99% dela), restando apenas o polo norte lunar. Desse modo, o disco lunar perdeu parte seu brilho normal, além de escurecer gradualmente a região sul, que estava ao lado do limite do cone de sombra.
Não chegou a ser caracterizado como um eclipse lunar penumbral do tipo total, o qual 100% da superfície lunar fica dentro da penumbra terrestre, porém foi um dos eclipses penumbrais mais escuros já registrados, com magnitude penumbral de 0,9863, sendo superado pouco depois pelo Eclipse lunar de 3 de março de 1988, o qual atingiu a categoria de penumbral total.
A Lua atravessou a parte norte da faixa de penumbra da Terra, em nodo ascendente, dentro da constelação de Peixes, ao lado das estrelas 60, 62 Piscium e 63 Piscium (δ Psc), além de próximo das estrelas 51 e 71 Piscium (ε Psc).
O planeta Júpiter estava situada 13°22' (13 graus e 22 minutos) a leste da Lua eclipsada.

## Série Saros
Eclipse pertencente ao ciclo lunar Saros de série 146, sendo membro de número 9, num total de 72 eclipses na série. Foi o último do tipo penumbral da série. O eclipse anterior foi o eclipse penumbral de 25 de setembro de 1969, e o próximo será com o eclipse parcial de 17 de outubro de 2005, primeiro eclipse parcial do ciclo.

## Visibilidade
Foi visível sobre as Américas, Atlântico, Europa, Oriente Médio, quase toda a África e centro-leste do Pacífico.
| Região do planeta onde foi visível durante o máximo do eclipse - 4:02 UTC. A região central da Venezuela, na América do Sul, obteve a melhor observação do meio do eclipse, de onde foi visível à meia-noite. |
| Mapa de visibilidade do eclipse |